# 구도야마정
구도야마정(일본어: 九度山町)은 일본 와카야마현 북부에 있는 이토군의 정이다.

## 지리
기노강의 남안에 있으며 고야산으로 가는 길에 있다.

## 역사
예로부터 고야산령이며 메이지 시대까지 계속되었다. 세키가하라 전투에서 패한 서군 측의 사나다 마사유키, 사나다 노부시게 부자가 이 땅에 칩거당했다.
- 1889년 - 이토군 가네촌, 구도야마촌이 성립하였다.
- 1910년 9월 - 구도야마촌이 정으로 승격해 구도야마정이 되었다.
- 1955년 - 구도야마정과 가네촌이 합병했다.

## 교통

### 철도
- 난카이 전기 철도 고야선
  - (← 가무로역) - 구도야마역 - 고야시타역 - 시모코사와역 - 가미코사와역 - (기이호소카와역 →)

### 도로
- 국도 제370호선 (일본)(일본어판)